# Harpephyllum
Harpephyllum  es un género de plantas con dos especies,  perteneciente a la familia de las anacardiáceas.

## Especies
| - Harpephyllum caffrum - Harpephyllum serratum |